# Palazzo Serafini-Ciancarelli
Il Palazzo Serafini-Ciancarelli è un edificio civile di Scanno (AQ).
Questo palazzo è sito tra Piazza San Giovanni e Via Silla. Prende il nome dai proprietari. Il palazzo inoltre è stato riadattato da vari rimaneggiamenti susseguitisi nell'andare del tempo.

## Struttura
Sulla piazza è l'ala a 2 piani in stile ottocentesco, avente la funzione d'accesso e di smistamento ai piani maggiori.
L'ala maggiore, suddivisa in 4 piani si articola su Via Silla ed è ortogonale alla precedente, il portale invece è un tutt'uno col balcone superiore collegati insieme dalle decorazioni laterali.
I balconcini all'ultimo piano sulla piazza sono di tipo barocco ed invece il portale è sormontato da un balcone sulla sinistra del palazzo, mentre quelli su Via Silla sono in stile settecentesco alternati a finestre in stile cinquecentesco e da finestre e portali, questi ultimi sono stati recentemente aperti.

## Fonti

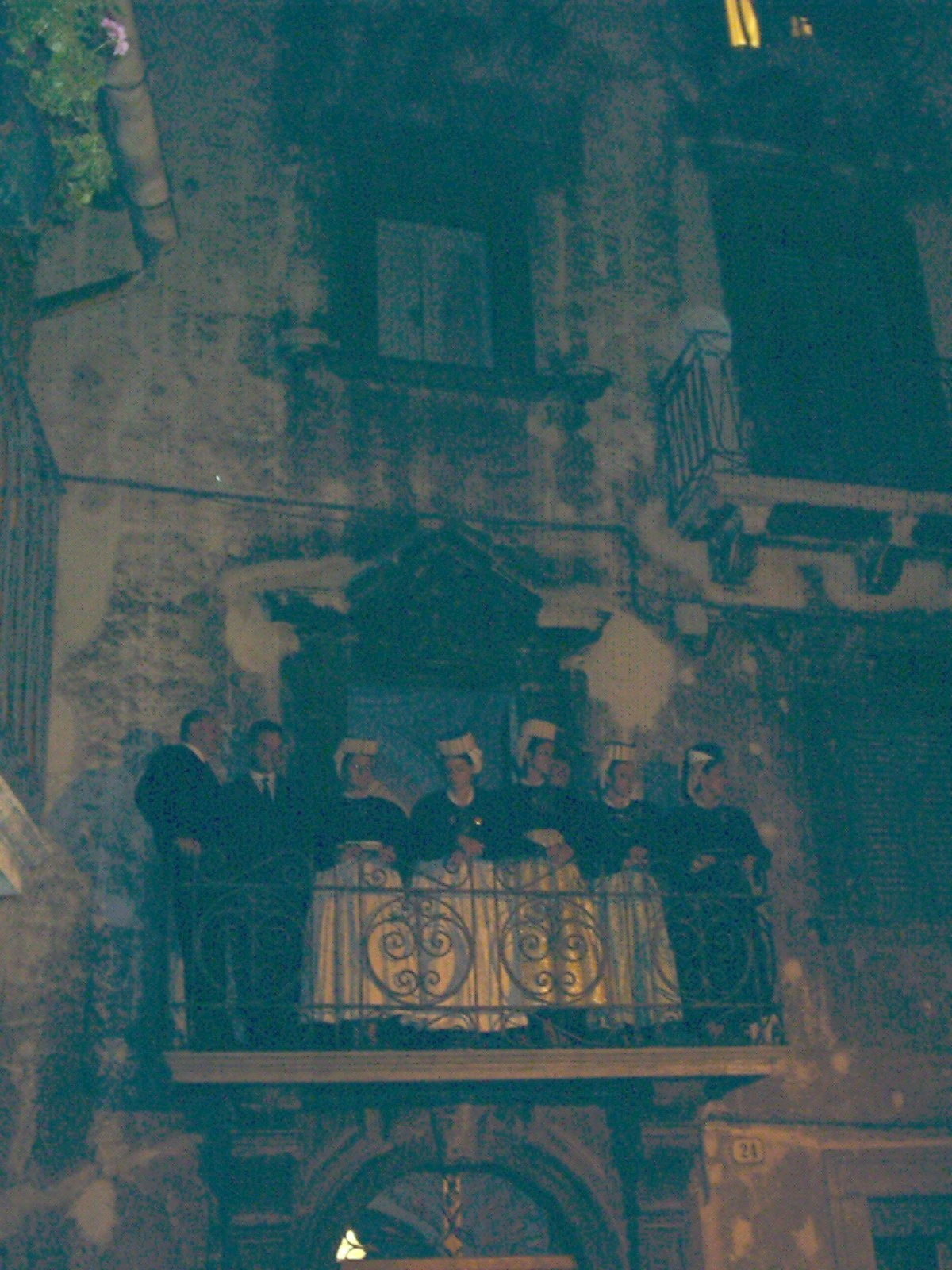
Il prospetto sulla piazza di notte durante lo Ju Catenacce

- Info sul sito ufficiale del comune di Scanno, su scanno.org. URL consultato il 28 novembre 2007 (archiviato dall'url originale il 9 ottobre 2010).
- Raffaele Giannantonio, paragrafo sul palazzo Serafini-Ciancarelli nel capitolo L'architettura civile in Scanno Guida storico-artistica alla città e dintorni, pag. 55, Carsa Edizioni (2001), Pescara ISBN 88-501-0008-6